# Сив токан
Сивият токан (Lophoceros nasutus) е вид птица от семейство Носорогови птици (Bucerotidae). Видът е незастрашен от изчезване.

## Разпространение
Разпространен е в Ангола, Бенин, Ботсвана, Буркина Фасо, Бурунди, Камерун, Централноафриканска република, Чад, Демократична република Конго, Кот д'Ивоар, Еритрея, Етиопия, Гамбия, Гана, Гвинея, Гвинея-Бисау, Кения, Либерия, Малави, Мали, Мавритания, Мозамбик, Намибия, Нигер, Нигерия, Руанда, Саудитска Арабия, Сенегал, Сиера Леоне, Сомалия, Южна Африка, Южен Судан, Свазиленд, Танзания, Того, Уганда, Йемен, Замбия и Зимбабве.